# Masters de Roma 2012
El Internazionali BNL d'Italia 2012 fue un torneo de tenis que pertenece tanto a la ATP en la categoría de ATP World Tour Masters 1000 como a la WTA en la categoría Premier 5. Se disputó del 13 al 21 de mayo de 2012 sobre polvo de ladrillo en el Foro Itálico en Roma, Italia.

## Distribución de puntos
| Etapa                     | Individuales masculino | Dobles masculino | Individuales femenino | Dobles femenino |
| ------------------------- | ---------------------- | ---------------- | --------------------- | --------------- |
| Campeón                   | 1000                   | 1000             | 900                   | 900             |
| Finalista                 | 600                    | 600              | 620                   | 620             |
| Semifinal                 | 360                    | 360              | 395                   | 395             |
| Cuartos de final          | 180                    | 180              | 225                   | 225             |
| 3ª ronda                  | 90                     | 90               | 125                   | 125             |
| 2ª ronda                  | 45                     | 10               | 70                    | 1               |
| 1ª ronda                  | 10                     | –                | 1                     | –               |
| Clasificados              | 25                     | –                | 30                    | –               |
| 2ª ronda de clasificación | 14                     | –                | 20                    | –               |
| 1ª ronda de clasificación |                        | –                | 1                     | –               |

## Campeones

### Individuales masculinos
Rafael Nadal vence a  Novak Djokovic por 7-5, 6-3.
- Fue el 49° título profesional del español. También se convirtió en el máximo ganador de torneo ATP Masters 1000 con 21. Es el sexto título en Roma.

### Individuales femeninos
María Sharápova vence a  Na Li por 4-6, 6-4, 7-6(5).
- Fue el 26° título profesional de la rusa. Es el quinto Premier que gana. Es el segundo título en Roma y el segundo en la temporada.

### Dobles masculinos
Marcel Granollers /  Marc López vencen a  Lukasz Kubot /  Janko Tipsarević por 6-3, 6-2

### Dobles femeninos
Sara Errani /  Roberta Vinci vencen a  Yekaterina Makarova /  Yelena Vesnina por 6-2, 7-5.